# 東莒島燈塔

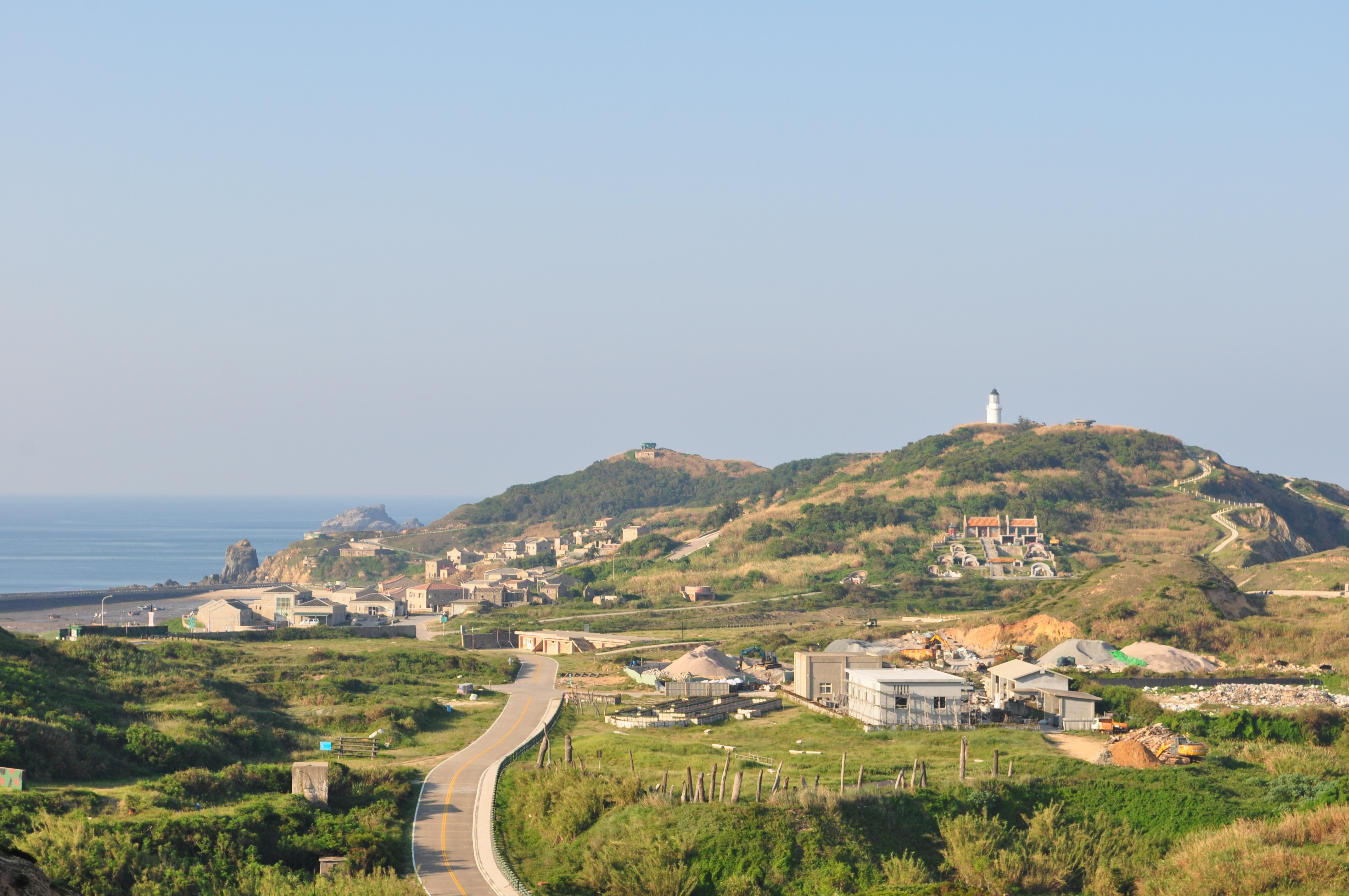
東莒島燈塔及周圍的景觀

東莒島燈塔，又稱東犬燈塔或東莒燈塔，是位於中華民國福建省連江縣東莒島東犬山的花崗石造燈塔。其位處閩江口外馬祖列島南方，與位處馬祖列島北方的東湧燈塔同為進出福州馬尾的主要航標。現已指定為中華民國國定古蹟，是目前臺閩地區古蹟中離臺灣本島最遠的國定古蹟。

## 歷史
東犬即光緒時東莒島的舊稱，由於東犬島正當航道關隘，加以山勢高聳，是以兼具設燈塔的環境與必要性。清朝道光二十二年（西元1842年），清廷鴉片戰爭戰敗，與英國簽訂「南京條約」開放五口通商後，東南沿海商港洋船匯集，但因為沿海港澳曲折，礁石密佈，亟需新式的助航設施，以便於辨別福州方位。
其後根據咸豐八年（1858年）英法聯軍戰敗之後的「天津條約」與「中英通商章程善後條約」中有關於助航設施建設的規定，更確定了東南沿岸日後建設新式的助航設施。然而當時由於太平天國未平，捻亂又起，且外患頻仍，因而延至同治二年（1863年）罗伯特·赫德受命成為海關總稅務司後，方於同治八年（1869年）至九年（1870年）間開始了首批新式燈塔的建造。
同治十年（1871年）至十一年（1872年）在臺灣海峽與東南沿海繼續興建第二批的新式燈塔，而東犬燈塔即為此時期的產物。同治11年（1872年）開始興建，同年6月7日點燈（1872年7月12日）。東莒島燈塔於1988年（民國77年）被內政部評定為台閩地區第二級古蹟。2019年，接任燈塔管理員/主任為張維倫。

## 燈塔結構
東莒島燈塔由英國伯明罕強斯兄弟燈塔工程建造有限公司（Chance Brothers and Co. Limited, LighthouseEngineerstructors, Birmingham）興建，耗時三年完成，為早期的石造洋式燈塔，樓高四層，由塔身、塔燈、塔頂三部份組成。
塔身為圓形石造，牆厚99公分，座身向上微縮，塔頂與塔身的比例約為2比3，塔身趨於直筒狀，入口為中國拱式門卷，牆身開設方形窗，塔頂與塔身間的修護平台，以挑簷石層層挑出，再用石灰漿抹出裝飾性的線腳。原有的基地呈長方形，長約184公尺，寬約61.5公尺，總面積約11,316平方公平方公尺。
1978年中華民國國防部因戰備需要，拆除西南角圍牆約50公尺。連接燈塔與辦公室的草地上，築有一道長達30公尺的白色防風矮牆，是因為東犬燈塔位處高地，風勢強勁，為了避免守燈人手上的煤油燈被風吹襲，才特地築起。由塔頂風標至地面高度為19.5公尺。塔身內部樓高為三層，高10.66公尺。在臺閩地區現存的洋式燈塔中，是第一座以花崗石材建造的燈塔。原本內部的燈器採用二燈蕊多孔油燈，後來改為白熱石油氣燈，同樣為英國伯明罕強斯兄弟燈塔公司的製品。燈塔光源經過蚌型水晶透鏡折射後，光程可遠達16.7浬（約31公里）。

## 外部連結
- 交通部航港局-燈塔專區-東莒島燈塔 （页面存档备份，存于）